# اسحاق بن سلیمان اسرائیلی
اسحاق بن سلیمان اسرائیلی (به عبری :Yitzhak ben Shlomo ha-Yisraeli) (به عرب :Abu Ya'qub Ishaq ibn Suleiman al-Isra'ili) یکی از مهم‌ترین پزشکان و فیلسوفان زمان خود در قرن دهم بود. آثار او، همه به زبان عربی نوشته شده است و پس از آن به عبری، لاتین و اسپانیایی ترجمه شده است.